# 絕緣體

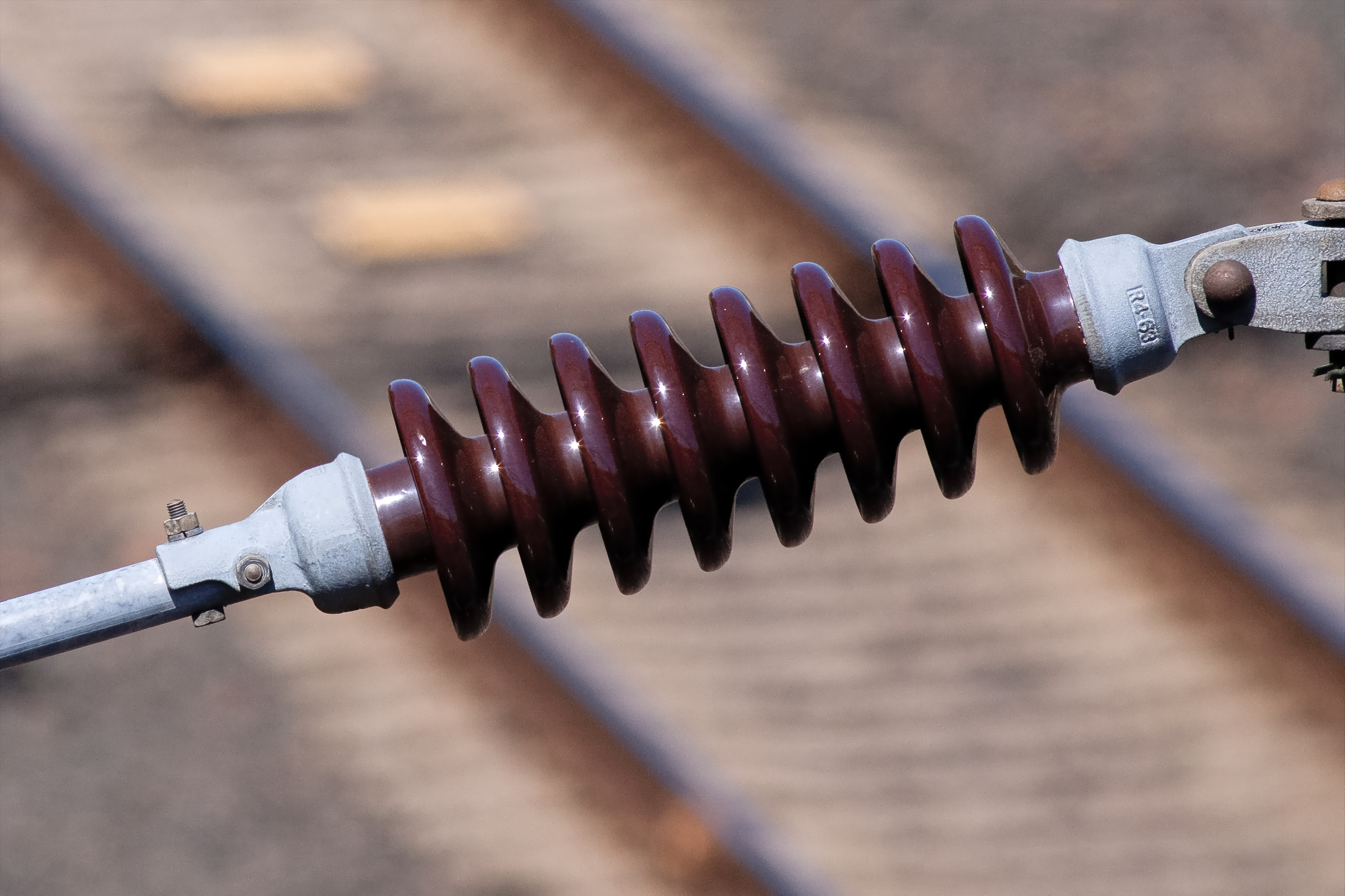
铁路上的陶瓷绝缘体

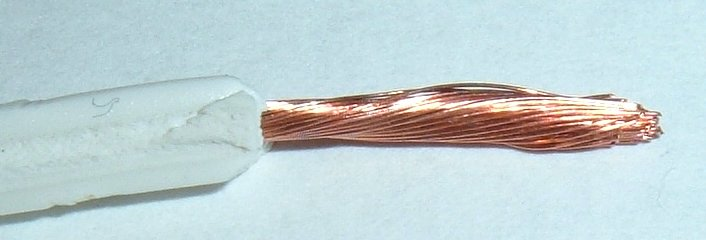
用聚乙烯进行绝缘的铜导线

绝缘体（英語：Insulator），又可以称电介质或绝缘子，是一种阻碍电荷流动的材料。在绝缘体中，价带电子被紧密的束缚在其原子周围。这种材料在电气设备中用作绝缘体，或称起绝缘作用。其作用是支撑或分离各个电导体，不让电流流过。
玻璃、纸或聚四氟乙烯等材料都是非常好的电绝缘体。更多的一些材料可能具有很小的电导，但仍然足以作为电缆的绝缘，例如橡胶类高分子和绝大多数塑膠。这些材料可以在低压下（几百甚至上千伏特）用作安全的绝缘体。

## 固体导电机理
绝缘体是指理論上不存在电导的物质。电子能带理论指出，固体中的电子仅允许存在于一定的能量状态，这些能量状态形成彼此分离的能带。电子趋向于先占据能量最低的能带，在绝对零度能够被填满的能量最高的能带叫做价带，价带之上的能带叫做导带，价带和导带之间的空隙叫做能隙。在绝对零度以上，价带电子部分被激发而跃迁至导带，成为导带电子，并在价带留下空穴。
根据能带理论，被电子填满的能带或空的能带对电导没有贡献，电导仅来源于半满的能带，导带电子和价带空穴合称载流子。金属的导带被部分填充，因而有好的电导。对于半导体和绝缘体，在绝度零度下价带被填满，而导带没有电子。在常温下，半导体由于能隙较小，可以通过热激发而形成电子空穴对，因而具有一定的电导。相反，绝大多数绝缘体通常具有非常大的带隙宽度，价带电子很难被激发至导带，因此绝缘体的载流子浓度极低，相应地电导也极低，或者说这种材料绝缘。
理論上是如此，然而，實際上对于绝缘体，总存在一个击穿电压，这个电压能给予价带电子足够的能量，将其激发到导带。一旦超过了击穿电压，这种材料就不再绝缘了。击穿通常伴随着破坏材料绝缘性的物理或化学变化。
以上讨论仅涉及电子导电。除了不存在电子导电，绝缘体中也不能有其他移动电荷带来的电导。例如，如果液体或气体中有离子存在，离子可以定向移动形成电流，因而这种材料是导体。电解液或等离子体都是导体，不管有没有电子的流动存在。

### 击穿
绝缘体都会受到电击穿的影响。当外加电场超过某个阈值，（这个阈值与材料的能隙宽度成正比），绝缘体将突然转变为导体，并可能带来灾难性的后果。在电击穿过程中，自由电子被强电场加速到足够高的速度，这些高速电子与束缚电子撞击，能使束缚电子脱离原子的束缚（电离）。新的自由电子又能被加速并撞击其他原子，产生更多的自由电子，形成一个链式反应。很快绝缘体中将会充满可移动的载流子，因此其电阻将降至一个很低的水平。在空气中，电晕放电是高电压导体附近的正常电流；电弧放电是非正常，不希望见到的电流。相似地，击穿可以发生在任何绝缘体，甚至是固体中。甚至连真空都存在某种形式的击穿，但这种击穿或称真空电弧与电极表面的电子发射有关，而不是由真空本身产生的。

## 用途
绝缘体通常用做电缆的外表覆层。事实上空气本身就是一种绝缘体，并不需要其他的物质进行绝缘。高压输电线就是通过空气绝缘的，因为使用固体（例如塑料）覆层并不实际。然而，导线相互接触可能造成短路和火灾。在同轴电缆中，中心的导体必须位于正中，以防止电磁波的反射。另外，任何高于60V的电压都会对人体造成电击或触电危险。使用绝缘体作为外表覆层可以防止这些问题。
在电子系统中，印刷电路板通常由环氧塑料和玻璃纤维制成，不导电的基板对铜导线层起支撑作用。在电子设备中，微小而精密的有效部件镶嵌在不导电的环氧树脂，酚醛树脂，玻璃或陶瓷涂覆层之中。
在诸如晶体管和集成电路等微电子元器件中，掺杂的硅材料通常是一种导体。但是通过在氧气环境加热，硅也可以很容易地转变为绝缘体。硅被氧化将得到石英，也叫二氧化硅。
在带有变压器和电容器的高压系统中，液态的绝缘的机油通常用来防止电弧放电的发生。在需要承受相当高的电压而不被电击穿的地方，人们用油替代空气进行绝缘。其他的绝缘方法包括使用陶瓷，玻璃，真空等，或者在导线相距很远时亦可使用空气作为绝缘。
在变电站中, 应用RTV硅橡胶材料防止污染已经超过30年了。最近, 世界各地的电力公司采用同样的补救措施解决由于线路绝缘子受重度污秽的影响而带来的运行问题。当前, 甚至倾向于在设计阶段规定采用硅橡胶涂层, 而不是随后应现场的需求再涂覆绝缘子以及处理相关的费用。虽然对这一解决方案的需求在明显扩大, 但是关于最佳的涂层材料、性能和预期使用寿命仍然存在着问题。

## 高压绝缘体
高压绝缘体，用在高压电压传输环境中的，一般是陶瓷绝缘体或合成绝缘体。陶瓷绝缘体由粘土、石英、铝 和长石做成。铝绝缘体用在对机械强度要求比较高的场合。最近，一种合成绝缘体材料开始使用，这种材料有一个用纤维强化塑料做成的芯棒和一个用硅树脂橡胶或橡胶做成的外壳。合成绝缘体价格低，重量轻，有很高的防水性能，因此可以用在污染较严重的场合。